# Oria (Espagne)
Pour les articles homonymes, voir Oria.
Oria est une commune de la province d'Almería, Andalousie, en Espagne.

## Géographie

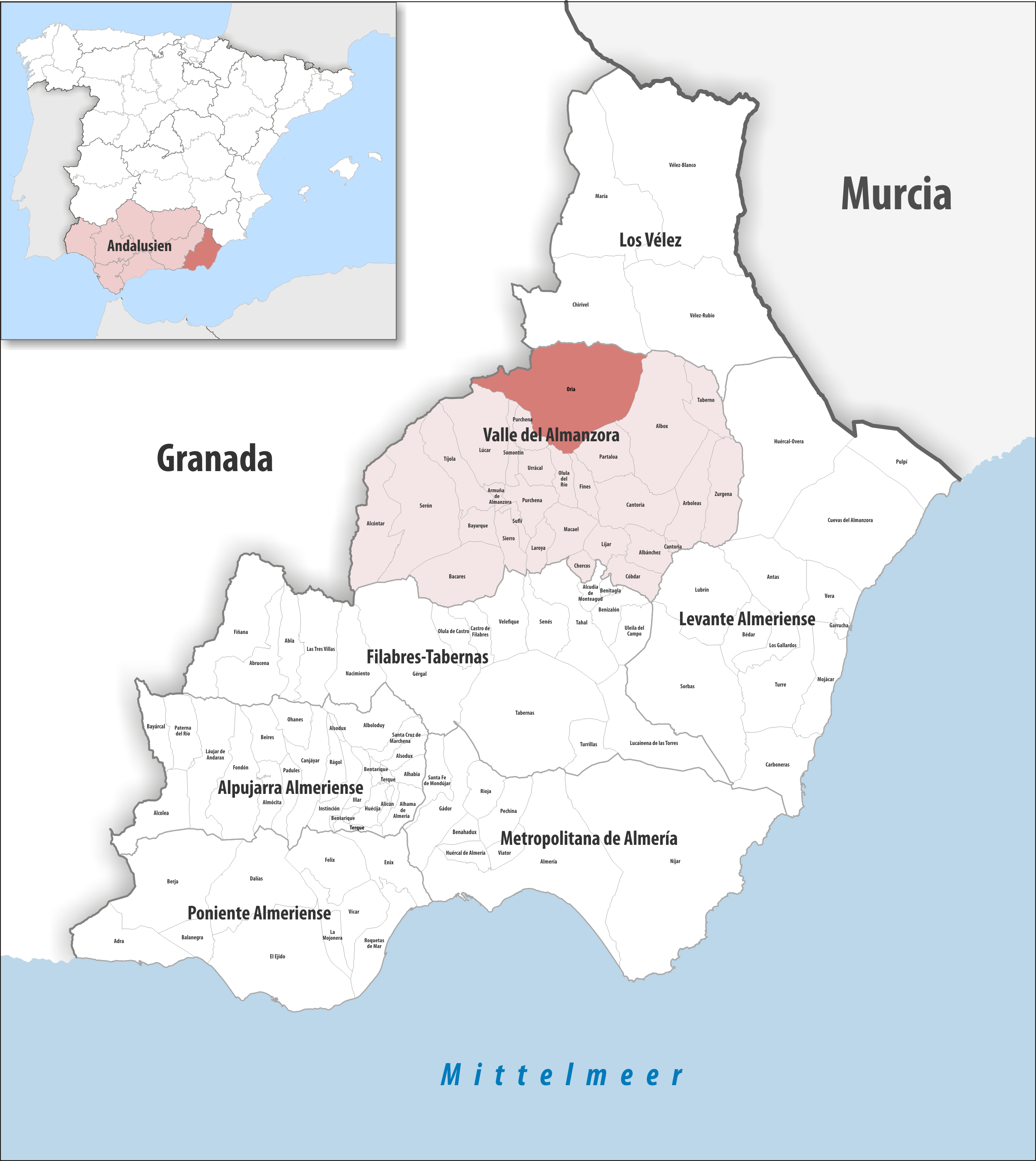
Oria dans la comarque Valle del Almanzora, province d'Almería / en Andalousie

### Localisation
La commune d'Oria se trouve dans le sud-est de l'Espagne, dans l'ouest-nord-ouest de la province d'Almería et en bordure nord de la comarque Valle del Almanzora.
Almería est à 103 km sud ;
Madrid à 545 km nord-nord-ouest ;
Gibraltar à 413 km sud-ouest (distances par route).

## Démographie
Nombres d'habitants les dernières années.
{{Évolution démographique||1996=2.240|1998=2.121|1999=2.138|2000=2.129|2001=2.128|2002=2.161|2003=2.293|2004=2.350|2005=2.488|2006=2.619|2007=2777|2008=2920|2009=2898|2010=2888|2011=2892|2012=2858|2013=2366|2014=2495|2015=2428|2016=2330|source=INE-es}}

## Personnalités
- Josefa Masegosa Gallego (1957-), astronome espagnole, est née à Oria.